# Folke Svensson
Folke Samuel Svensson, född 27 september 1904 i Farhult i Malmöhus län, död 7 december 1973 i Helsingborg, var en svensk skulptör. 
Han var son till fastighetsägaren Alfred Svensson. Han studerade skulptur för Knut Jern i Stockholm 1922–1924 och för Kai Nielsen och Adam Fischer i Köpenhamn 1924–1926 samt för Charles Despiau och Henry de Waroquier i Paris 1927–1929 och i Italien 1929–1930. Tillsammans med Evert Färhm ställde han ut på Killbergs bokhandel i Helsingborg 1932 och tillsammans med Eric Cederberg 1934. Han medverkade i samlingsutställningar på Maison Watteau i Paris 1928 och Rom 1929 samt Helsingborg 1933–1948. Hans skulpturkonst består av reliefer och realistiska porträtthuvuden.